# Scheiditz
Scheiditz est une commune allemande de l'arrondissement de Saale-Holzland, Land de Thuringe.

## Géographie
Scheiditz se situe au nord du Holzland thuringien, dans l'étroite vallée de la Gleise.
|             | Bürgel               |            |
| Schöngleina | Scheiditz            | Albersdorf |
|             | Ruttersdorf-Lotschen |            |

## Histoire
Scheiditz est mentionné pour la première fois en 1339.

## Source, notes et références
- (de) Cet article est partiellement ou en totalité issu de l’article de Wikipédia en allemand intitulé « Scheiditz » (voir la liste des auteurs).